# 16 Aurigae
16 Aurigae, som är stjärnans Flamsteed-beteckning, är en trippelstjärna i den sydöstra delen av stjärnbilden Kusken. Den har en kombinerad skenbar magnitud på ca 4,55 och är svagt synlig för blotta ögat där ljusföroreningar ej förekommer. Baserat på parallaxmätning inom Hipparcosuppdraget på ca 14,0 mas, beräknas den befinna sig på ett avstånd på ca 232 ljusår (ca 71 parsek) från solen. Den rör sig närmare solen med en heliocentrisk radialhastighet på ca –28 km/s. Stjärnan har en relativt stor egenrörelse och förflyttar sig över himlavalvet med en hastighet av 0,166 bågsekunder per år.

## Egenskaper
16 Aurigae A är en enkelsidig spektroskopisk dubbelstjärna med en omloppsperiod av 1,19 år och en excentricitet av 0,1189. Primärstjärnan är en orange till röd jättestjärna av spektralklass K2.5 IIIb CN-0.5, där suffixnoten anger att den har svaga CN-linjer i spektrumet. Den har en massa som är ca 1,3 solmassor, en radie som är ca 19 solradier och utsänder ca 112 gånger mera energi än solen från dess fotosfär vid en effektiv temperatur på ca 4 300 K.
16 Aurigae är en misstänkt variabel stjärna, som har visuell magnitud +4,55 och företer variationer som inte är fastställda till amplitud eller periodicitet.
En tredje komponent är en stjärna av magnitud 10,6 med en vinkelseparation av 4,2 bågsekunder. Den visar en gemensam egenrörelse med primärstjärnan och är därför en trolig följeslagare i konstellationen.